# Adrian Jacobsen
Adrian Jacobsen (ur. 9 października 1853 na Risøya, zm. 18 stycznia 1947 w Tromsø) – norweski żeglarz, podróżnik, odkrywca i etnograf.  Kolekcjoner przedmiotów etnograficznych oraz rekruter ludności tubylczej na pokazy etnograficzne organizowane przez Carla Hagenbecka, założyciela ogrodu zoologicznego w Hamburgu Tierpark Hagenbeck. Od 1881 roku był zatrudniony przez berlińskie muzeum etnologiczne jako kolekcjoner przedmiotów etnograficznych i innych obiektów muzealnych. Jego podróże zawiodły go z Arktyki do Ameryki Południowej, Ameryki Północnej, Korei, Japonii, Syberii i Polinezji.

## Życiorys

### Młodość
Wychował się na wyspie Risøya w pobliżu miasta Tromsø w północnej Norwegii. Jego ojciec Jacob Carl Gregoriussen Podeomonrov (1816–1908) był synem rosyjskiego pomorcy Grigorija Iwanowicza Ponomarjowa. (1780-?) i Evy Henriksdatter Højer (1786- ?) – Szwedki osiadłej w Tromsø. W 1838 roku Jacob Carl Gregoriussen ożenił się z Eriką Pauline Eriksdatter (1819–1900), z którą miał dwanaścioro dzieci. Ojciec Jacobsena z zawodu był rybakiem i w związku ze swoją profesją pod koniec lat 30. XIX wieku przeprowadził się na znaną z rybołówstwa Risøya. Później przeprowadziła się tam także jego żona i dzieci. W 1848 roku nabył wszystkie wysepki dookoła, a w 1860 roku także te dookoła wyspy Sandvær, wykorzystując fakt, że ich mieszkańcy wyemigrowali do USA. Na tych terenach trudniono się nie tylko połowem ryb w Oceanie Arktycznym. Popularne było też zbieranie ptasich jaj i pierza. Risøya była drugim (po twierdzy Vardøhus) największym ośrodkiem tej działalności w Norwegii. Puch z edredona zwyczajnego (ederdun) był eksportowany do całej Europy i do Rosji, podczas gdy jaja były sprzedawane lokalnie w Tromsø. Podczas sezonu połowu ryb Jacob Carl Gregoriussen zatrudniał ok. 200 rybaków.
Lato 1869 roku Jacobsen spędził na Svalbard, gdzie podczas jednego z polowań na renifery natrafił na leżący na ziemi węgiel. W późniejszych latach planował wrócić na Svalbard w celu jego eksploatacji, przyznając jednocześnie, że węgiel ten był słabej jakości. Zimą 1869 roku wielu mieszkańców Tromsø i okolicznych wysepek wyemigrowało do Queensland w Australii. Skutkiem tej emigracji była utrata przez lokalny rynek pracy wielu doświadczonych marynarzy. Tej straty doświadczył także ojciec Adriana. Nastoletni Jacobsen zakomunikował ojcu, że chciałby pracować jako kapitan na jednym z jego statków. Ojciec nie przyjął pomysłu syna ze szczególnym entuzjazmem twierdząc, że Adrian był zbyt młody na tego typu stanowisko.
Po tym jak Jacobsen w 1870 roku w Tromsø zdał egzamin z nawigacji w wieku zaledwie 16 lat został kapitanem statku „Elida”. Jako kapitan miał pod sobą bardzo młodą załogę z tego powodu, że starsi, bardziej doświadczeni marynarze nie chcieli mieć tak młodego człowieka za dowódcę. Tę to młodą załogę zabrał w swoją pierwszą podróż morską. W latach 1867–1874 pracował na statkach rybackich wzdłuż wybrzeży Finnmark, Spitsbergenu i Murmańska.

### Działalność etnograficzna
W 1974 roku Jacobsen wyjechał do Hamburga w celu nauki języka. Pobyt w Niemczech przerwał na pare miesięcy, by udać się w podróż morską do Valparaíso w Chile. Po powrocie do Niemiec w 1975 roku poznał tam Carla Hagenbecka – tresera zwierząt, który zapoznał Europejczyków z pojęciem «Völkerschauen» – antropologiczno-zoologicznymi wystawami. Hagenbeck był etnograficznym showmanem i pionierem pomysłu pokazywania ludzi obok zwierząt w ogrodach zoologicznych. W tych wystawach dostrzegł szybko potencjał sukcesu biznesowego i około 1870 roku zaczął importować ludzi pochodzenia niezachodniego i ich zwierzęta. Hagenbeck jest uznawany za twórcę nowoczesnego zoo bez krat z zagrodami, które były bardziej zbliżone do naturalnego środowiska dzikich zwierząt. Zapoczątkowana przez niego transformacja architektury zoo nazywana jest rewolucją Hagenbecka.
Zainteresowanie zoologią u Hagenbecka miało swoje źródło w tym, że jego ojciec obok handlu rybami zajmował się wystawami zwierząt. W 1866 roku Hagenbeck przejął rodzinny biznes i zatrudnił myśliwych, którzy mieli za zadanie wyłapywać egzotyczne dzikie zwierzęta, które sam później sprzedawał do ogrodów zoologicznych i cyrków. Lata 70. XIX wieku przyniosły znaczne spowolnienie w handlu dzikimi zwierzętami. W związku z tym Hagenbeck we współpracy z malarzem zwierząt Heinrichem Leütemannem (1824–1905) powziął plany wystawiania żywych ludzi kultury niezachodniej obok występujących na zamieszkałych przez nich terenach zwierząt. We wrześniu 1875 roku do swoich wystaw w St. Pauli w Hamburgu zaangażował Saamów z Karesuando i Tromsø jako „nieskażenie czystej” nacji (tzw. „ludzie zoo”) i ich renifery. Tego typu wystawy okazały się wielkim sukcesem i Hagenbeck chciał kontynuować tę dobrą passę. W związku z tym w 1877 roku zatrudnił Adriana Jacobsena, którego zadaniem miała być rekrutacja eskimoskiej rodziny z Grenlandii do wystaw w Niemczech. Po niemieckim sukcesie wystaw Jacobsen udał się z Eskimosami na 8-miesięczne turne po Europie, które okazało się mieć niepożądane konsekwencje. Eskimosi po powrocie na Grenlandię mieli problemy przystosowawcze i duńskie władze zakazały organizowania podobnych eksperymentalnych podróży w przyszłości.
14 czerwca 1878 roku Jacobsen (ponownie we współpracy z Hagenbeckiem) udał się do Finnmark w północnej Norwegii celem zgromadzenia przedmiotów etnograficznych i przywiezienia Saamów na kolejną wystawę w Paryżu, która raz jeszcze okazała się dużym sukcesem.  W 1880 roku Jacobsen wyruszył na wyprawę do Nowej Fundlandii i Hebronu, która zakończyła się tragicznie, gdyż cała ósemka zrekrutowanych Innuitów zmarła na ospę wietrzną.
Przełomowe dla kariery Jacobsena okazało się zatrudnienie go na stanowisku kolekcjonera etnograficznego przez nowo otwarte królewskie muzeum etnograficzne w Berlinie. Pracując dla tej instytucji odbył trzy duże wyprawy morskie: w latach 1881–1883 do północno-zachodniej Ameryki, w latach 1884–1885 do Rosji, Syberii, Sachalinu, Mandżurii, Korei, Japonii, San Francisco, Wiktorii, Kolumbii Brytyjskiej i w końcu na Ocean Indyjski, gdzie odwiedził wszystkie wyspy w tym Jawę, Australię i Nową Gwineę (1887–1888)
Podczas swoich rozległych wypraw w latach 1881–1888 Norweg zgromadził dla berlińskiego muzeum przedmioty związane z grupami etnicznymi z Ameryki Północnej i Azji – tzw. „kolekcję Jacobsena”. Na późniejszej wystawie w Chicago w 1893 roku Jacobsen zaprezentował imponującą kolekcję przedmiotów związanych z 25 nieeuropejskimi grupami etnicznymi.

## Spuścizna
Na tzw. „kolekcję Jacobsena” złożyło się ponad 18 000 przedmiotów, z których większość można obecnie zobaczyć w muzeum w Berlinie. Na zbiory Jacobsena można także natrafić w innych muzeach na całym świecie, przy czym najbardziej imponujące kolekcje znajdują się Muzeum Historii Naturalnej w Chicago i Muzeum historycznym w Oslo. Cenną prywatną kolekcję sam Jacobsen przekazał Uniwersytetowi w Oslo. Nie jest znana dokładna liczba wszystkich obiektów zgromadzonych przez Adriana Jacobsena i jego brata Bernharda Filipa Jacobsena (1884–1935). Wiele z nich uległo zniszczeniu w czasie II wojny światowej podczas operacji Gomora w 1943 roku, kiedy to dom Jacobsena został zbombardowany i spłonął doszczętnie.
Jacobsen jest autorem licznych rozpraw etnograficznych i opisów podróży, które ukazały się w niemieckich i amerykańskich czasopismach.
We współpracy z A. Woldt napisał Capitän Jacobsens Reise an der Nordwestküste Amerikas (1884) po norwesku wydane pod tytułem Kaptein Jacobsens Reiser til Nordamerikas Nordvestkyst 1881-83 : efter hans egne Optegnelser (1887). Później ukazało się Eventyrlige farter : fortalte for ungdommen ved Ingeborg v.d. Lippe Konow (1894) (egzemplarz tej książki znajduje się w Bibliotece Narodowej w Oslo), Reise in die Inselwelt des Banda-Meeres, bearbeitet von Paul Roland (1896) oraz Die weiße Grenze : Abenteuer eines alten Seebären rund um den Polarkreis (1931; Gjennom ishav og villmarker : en norsk skipper på forskerfærd blant naturfolkene, 1944).

## Wyprawy
- 1881–1883 północno-zachodnie wybrzeże Ameryki Północnej w imieniu muzeum etnograficznego w Berlinie
- 1884–1885 Rosja, Syberia, Sachalin, Mandżuriia, Korea, Japonia, San Francisco, Victoria, Kolumbia Brytyjska
- 1887–1889 Indonezja
- 1910 Pine Ridge w Dakocie Południowej